# 塔马拉·哈侬

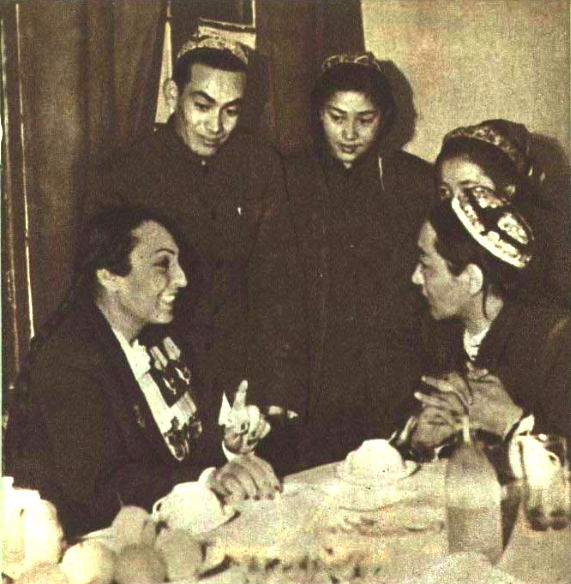
塔马拉·哈侬（左）与康巴尔汗（右）

塔马拉·哈侬（1906年—1991年）是前苏联乌兹别克民歌和舞蹈表演家。苏联人民艺术家。

## 生平
哈侬出生在中亚乌兹别克費爾干納谷地小城馬爾吉蘭的一个亚美尼亚人家庭，原名塔马拉·彼得罗斯扬。这个地方在当时归属俄罗斯帝国費爾干納州管辖。哈侬从小就喜爱跳舞，对乌兹别克语民歌和舞蹈有着浓厚兴趣。1919年，她加入了剧团的演出。
1921年，她加入了塔什干俄罗斯歌剧和芭蕾舞剧院，1922年加入了塔什干芭蕾舞团。1924年毕业于莫斯科中央戏剧艺术学院。

## 交流
1952年11月，哈侬跟随“苏联文化工作者代表团”抵达北京，开始了为期一个月的“中苏友好月”表演活动。主要演唱了《斯大林颂》、《印度民歌》、《乌兹别克儿童滑稽歌》和《采棉女之歌》等。11月中旬跟随苏联艺术工作者分团离京，赴全国各地参加演出活动。辗转西安、开封、徐州、上海、杭州、南昌、广州等地后于12月中旬返抵北京。20日晚，在北京怀仁堂表演了苏联十个民族以及中国、蒙古、朝鲜、捷克、印度等五个民族的十七个舞蹈节目，又加演了中国东北民歌《斯大林，毛泽东》。表演结束时，作曲家周巍峙代表中华全国文学艺术界联合会，向哈侬赠送了礼品中堂三幅。她用汉语表示了谢意。21日下午乘火车离京赴东北各地表演。
1954年8月4日，在莫斯科举办的“中华人民共和国工农业展览会”闭幕式音乐会上，哈侬演唱了陕北民歌《丰衣足食》。

## 荣誉
1932年获得“乌兹别克苏维埃社会主义共和国人民艺术家”称号，1956年获得苏联人民艺术家称号。1941年获得斯大林二等奖。

## 影响
美国作家朗斯顿·休斯在1934年的一篇文章中将她称为“中亚最伟大的舞者”，赞扬她敢于在舞台上打破文化禁忌，不穿戴面纱公开表演。因为传统惯习规定，乌兹别克妇女从结婚那天开始，就必须戴上面纱。

## 评价
|          | 她演唱的乌兹别克民歌非常好，唱法好，功力强，并有鲜明的特色。加之身着民族服式，又随着感情的需要，时而协调，适度地有点儿民族舞步和舞姿，丰富了表现力。 |
| ——周恩来 | |

|               | 我们非常爱你。虽然不是在印度出生，但你能够熟练驾驭印度舞蹈。从那时起，你就是属于我们的。 |
| ——拉吉·卡浦爾 |                                                                                          |

## 纪念
- 塔马拉·哈侬舞蹈学校
- 塔什干塔马拉·哈侬纪念博物馆（1994年）[1]